# エドゥアルド・マルトゥレ

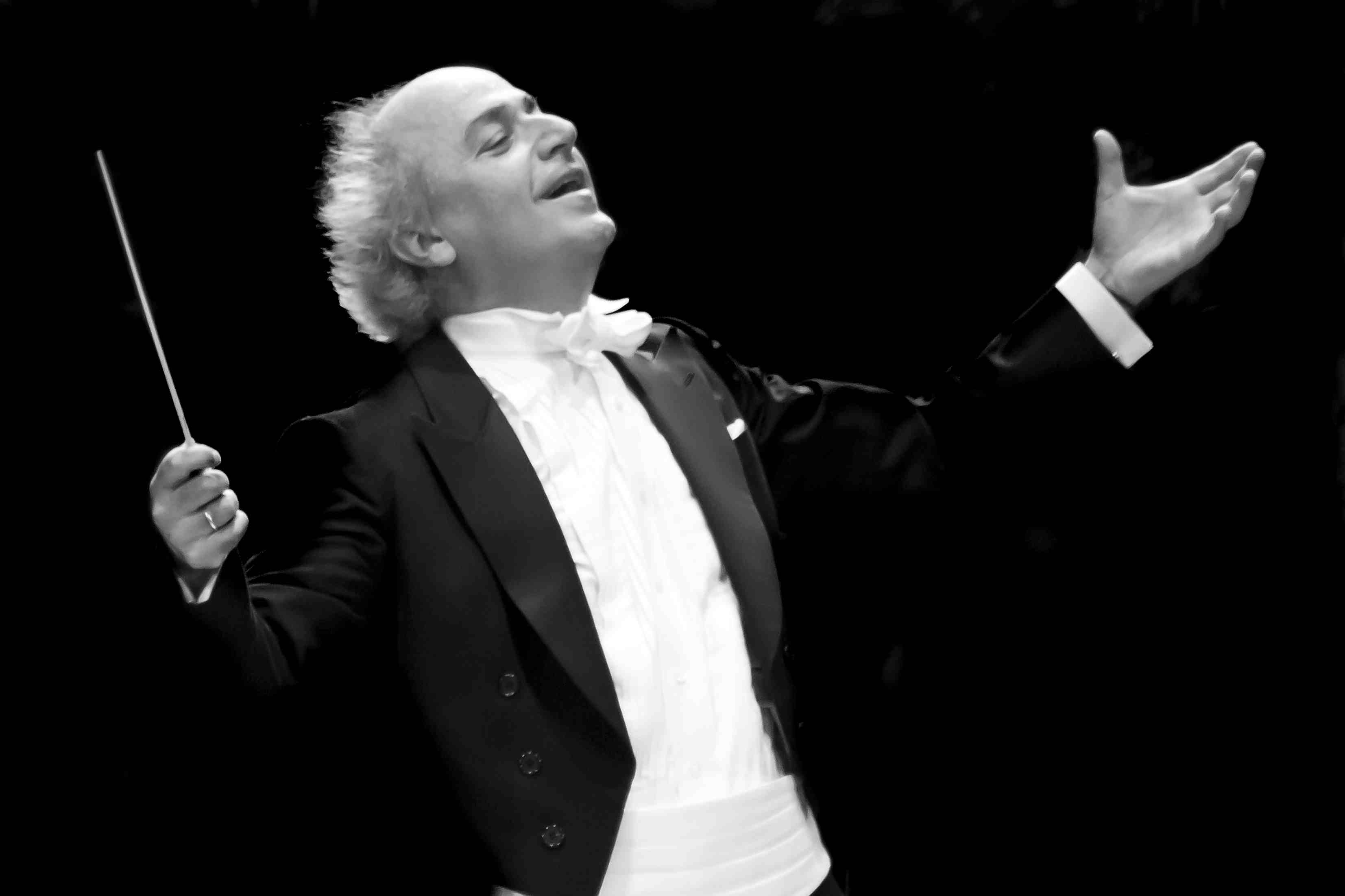
エドゥアルド・マルトゥレ

エドゥアルド・マルトゥレ（Eduardo Marturet, 1953年9月19日 - ）は、ベネズエラ出身の指揮者。
カラカスの生まれ。1978年にケンブリッジ大学で音楽のディプロマを取得し、1979年からカラカス・フィルハーモニー管弦楽団の指揮者陣に加わった。1983年にローマに留学してフランコ・フェラーラに指揮法を学び、1984年からテレサ・カレーニョ劇場の音楽監督を務めた。1987年からはベネズエラ交響楽団の音楽監督に転出した。2006年からマイアミ交響楽団の音楽監督。